# 学力に関する証明書
学力に関する証明書（がくりょくにかんするしょうめいしょ）とは、教育職員免許状に関わる学力などについての証明書である。

## 概要
教職課程を設置している(文部科学省より課程認可されている)「大学（短期大学および大学院を含む）」「文部科学大臣の指定する教員養成機関」「教育職員免許法認定講習の開設者」「教育職員免許法認定通信教育の開設者」は、教育職員免許状の「授与」、「新教育領域の追加の定め（新特別支援教育領域の追加の定め）」、「教育職員検定による授与および新教育領域の追加の定め」を受けようとする者から請求のあったときは、その者の「学力に関する証明書」を発行しなければならない。
また、教職課程のない大学を卒業し、その後他大学で教職課程を履修する場合、先に卒業した大学で「教育職員免許法施行規則第66条の6に定める科目」に相当する科目のいずれかあるいはすべてを履修しているか否かの証明書の発行を求められた場合は、「第66条の6に定める科目」の単位数を記載した「学力に関する証明書」を証明者は発行しなければならない（卒業した大学が、教職課程を有するが単位が完成できなかった場合などは、本来の学力に関する証明書の発行で差し支えない）。

### 様式
「学力に関する証明書」の様式その他必要な事項は、文部科学省令で定めることになっており、「学力に関する証明書」の様式は、教育職員免許法施行規則（昭和29年文部省令第26号）の「別記第二の一号様式」から「別記第二の四号様式」までのとおりとされている。ただし、文部科学省がホームページ上で公開している作成例(#外部リンクを参照)にそのまま従う必要はなく、記入すべき必要最小限の項目を記載し、充足していればそれ以上の部分は各課程認定大学等の判断で作成可能。
この証明書では、基礎資格証明（大学・学部学科名等と学位名および在籍期間）と、単位修得修了年度（「上記のすべての単位を修得した年度」）、および法定に基づいた科目の修得単位等を証明するものである。
学力に関する証明書は、施行規則「別記第二の一号様式」（教育職員免許法（昭和24年法律第147号）の「別表第一」から「別表二の二」）、施行規則「別記第二の二号様式」（教育職員免許法（昭和24年法律第147号）「別表第三」から「別表第八」）、および、施行規則「別記第二の三号様式」、別に卒業証明書・修了証明書を用意して基礎資格を証明する必要はない（ただし、別表第一等で申請する場合で、基礎資格を証明するのが他大学等である場合は、他大学の卒業証明書等が別途必要になり、かつ、当該証明書に卒業・修了年月日が記載されている必要がある）。